# Guarda Policial da Província do Rio de Janeiro

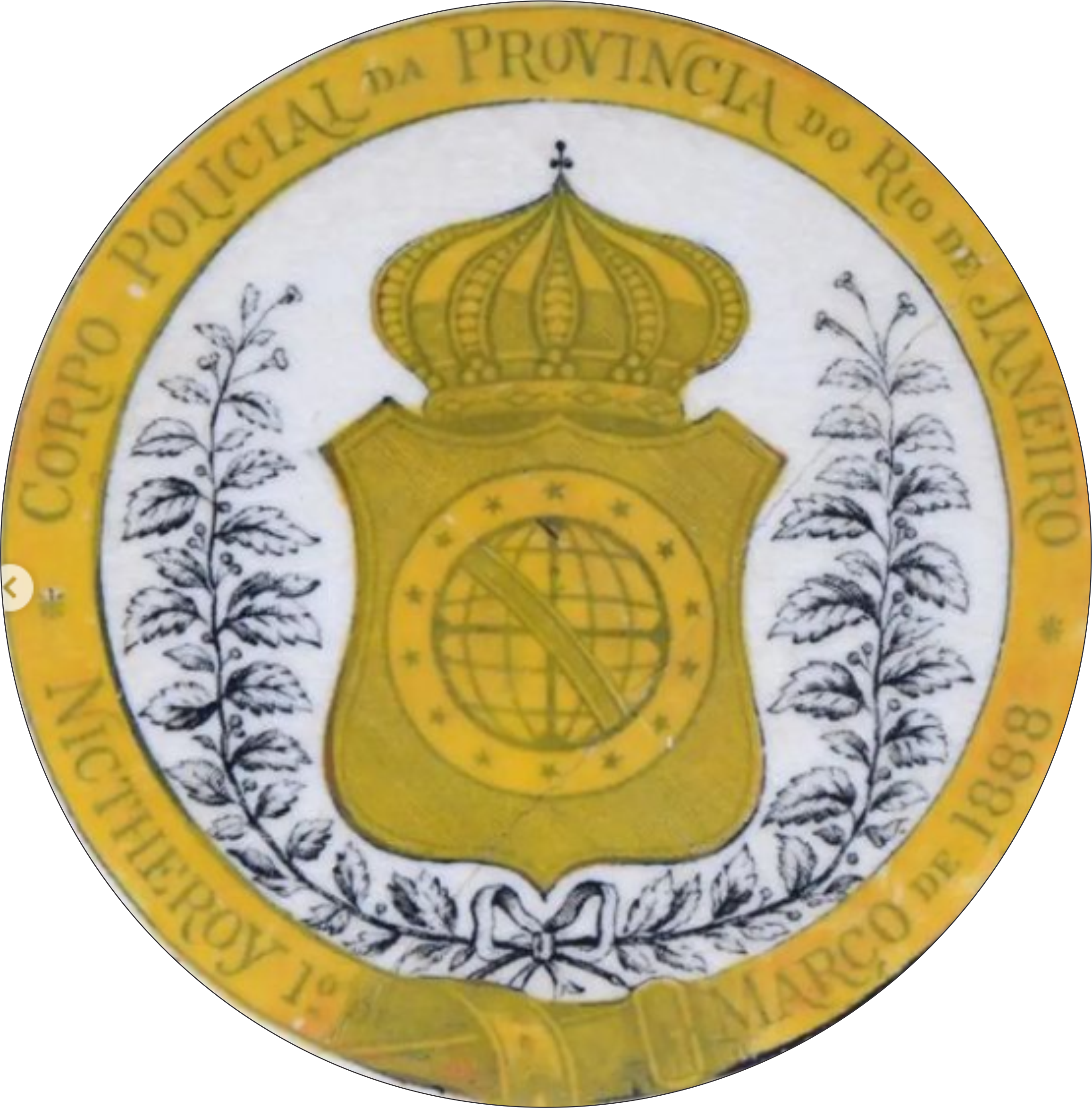
Selo em 1888.

A Guarda Policial da Província do Rio de Janeiro foi a instituição responsável pela ordem pública naquela província desde o século XIX e que foi fundida, já com a denominação de Polícia Militar do Estado do Rio de Janeiro com a antiga Polícia Militar do Estado da Guanabara e que deu origem na atual corporação policial militar fluminense, em 1975.

## História

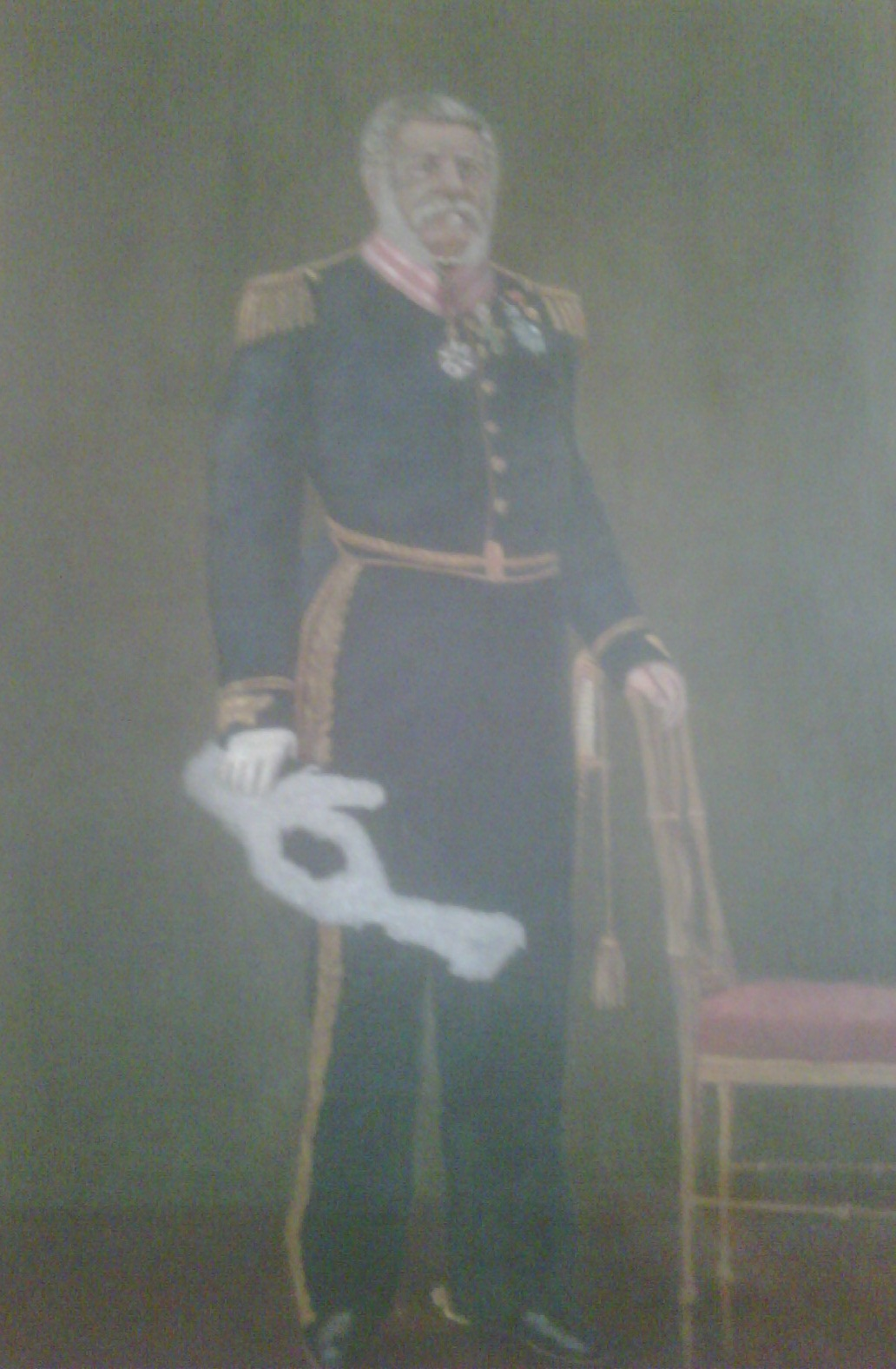
João Nepomuceno Castrioto, 1º Comandante-Geral da PMRJ.

Com a situação sui generis da província do Rio de Janeiro, que fora administrada desde a transferência da capital do estado do Brasil de Salvador para a cidade do Rio de Janeiro diretamente pelo governo central português, o policiamento das cidades e vilas fluminenses, após a criação da Divisão Militar da Guarda Real de Polícia, também estavam sob sua responsabilidade, ainda que esta agisse apenas eventualmente, e de antigos quadrilheiros que, a soldo dos governos locais, ainda se mantinham responsáveis pela segurança, mas agora sendo assistidos pelas autoridades da corte.
Em 17 de julho de 1831, por ato do regente Diogo Feijó, a Imperial Guarda de Polícia - denominação adquirida após a independência do Brasil - é extinta, sendo autorizado às províncias que criassem Corpos de Guardas Municipais Permanentes, organizados militarmente e subordinados aos seus presidentes. Após a promulgação do Ato Adicional à Constituição Imperial de 1824, e a criação do município neutro na cidade do Rio de Janeiro, separando-a da província fluminense, foi criada a Guarda Policial da Província do Rio de Janeiro, pela Carta de Lei nº 16, de 14 de abril de 1835, cuja previsão legal constava no art. 11, § 2° daquele Ato Adicional de 1834. Coube ao Dr. Joaquim José Rodrigues Torres, Visconde de Itaboraí, o primeira pessoa a exercer a Presidência da Província do Rio de Janeiro, e que mais tarde seria ministro do Império, sancionar e promulgar aquele diploma legal (a Carta de Lei), e tão logo é possível, organiza a Guarda Policial fluminense, a exemplo do que ocorreu nas demais províncias brasileiras.
A Guarda Policial do Rio de Janeiro, inicialmente, era composta de um estado-maior e três companhias, sendo duas de infantaria e uma de cavalaria, todas comandadas por tenentes. O efetivo, fixado em 241 homens, era preenchido por voluntários e recrutados entre os cidadãos brasileiros, com idade entre 17 e 40 anos, possuidores de boa moral. Os oficiais eram oriundos do Exército Brasileiro ou nomeados pelo presidente da província dentre os cidadãos aptos para as funções, com as honras e prerrogativas das “patentes” que teriam nessa força. Os voluntários serviriam por dois anos; os recrutados eram obrigados a servir por quatro, podendo, para ambos, se engajarem por mais tempo. O uniforme era azul, semelhante ao do Corpo de Guardas Municipais Permanentes da capital do Império.
Paulino José Soares de Souza, vice-presidente da província do Rio de Janeiro, em execução do art. 15 da lei provincial nº 16, em 18 de maio de 1835, ordena que se observe o regulamento do Corpo da Guarda Policial da Província. Após seu primeiro ano de criação, com esforços das câmaras municipais e do recém instalado governo provincial, já contava o Corpo Policial com destacamentos em Angra dos Reis, Campos dos Goytacazes, Cantagalo, Itaboraí e Valença.
Por indicação de Luís Alves de Lima e Silva, o futuro Duque de Caxias, então comandante do Corpo de Guardas Municipais Permanentes da Corte, foi dirigir a Guarda Policial da Província do Rio de Janeiro, em seus primeiros passos, seu companheiro em batismo de fogo na Bahia, o capitão João Nepomuceno Castrioto. Em 3 de junho de 1835, o capitão Castrioto, que já se havia distinguido na Guerra da Independência e na Campanha da Cisplatina, foi nomeado comandante geral, exercendo este cargo por mais de vinte e cinco anos, intensificando o combate ao tráfico de escravos no litoral fluminense e representando a corporação na Assembleia Legislativa.
Seu "batismo de fogo" ocorre já em 1842, com as Revoltas Liberais contra o governo imperial — à época controlado por conservadores — que tomam conta de Minas Gerais e São Paulo e se refletem na região sul da província fluminense. Com a falta de efetivo do exército, agravada pela desmobilização ocorrida durante o período das regências, o Império tem de recorrer inicialmente às províncias que se alinhavam politicamente consigo, tendo a frente o Rio de Janeiro, que resolve enviar tropas do seu Corpo Policial no dia 20 de agosto daquele ano para a pacificação de ambas as províncias, o que resultou na emancipação da província do Paraná de São Paulo, e no desmembramento de terras da vila fluminense de São João Marcos.
Em 1844, a instituição é renomeada Corpo Policial da Província do Rio de Janeiro e sofre melhoramentos em seus quartéis e organização. Nesse mesmo ano, em 17 de junho, o governo provincial cria a Companhia de Guardas de Barreiras, responsável pela segurança das pontes, barcas e barreiras onde se cobrassem taxas de manutenção, a fim de se melhorar a segurança desses locais, e a coloca adida ao Corpo Policial.
Em 2 de outubro de 1862, após a reforma de Castrioto, assume seu segundo comandante geral, o capitão Thomaz Gonçalves da Silva, o qual cria algumas inovações, como a Junta de Justiça, responsável pelo julgamento dos militares da polícia fluminense quando do cometimento de crimes, a reformulação do armamento utilizado pela tropa, e a requisição de oficiais e praças do exército para serem empregados no serviço de guarnição.
Guerra do Paraguai

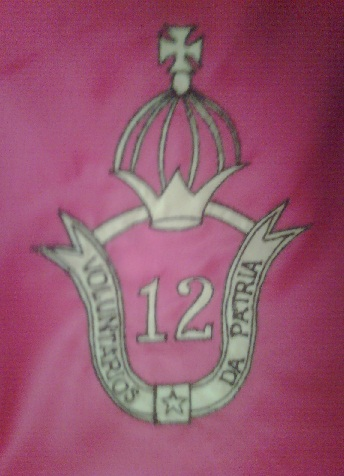
Distintivo de Voluntário da Pátria, usado na Guerra do Paraguai.

Anos mais tarde, em 1865, o Corpo Policial fluminense envia contingente de 510 homens à Guerra do Paraguai, sob a designação de 12º Corpo de Voluntários da Pátria, sob o comando do tenente coronel João José de Brito, o qual partiu para o teatro de operações em 18 de fevereiro. Os feitos heroicos deste corpo de voluntários chegaram ao ponto de o governo argentino a presentear com uma medalha em sua homenagem, cuja utilização foi permitida pelo aviso nº 542 do exército brasileiro, em 4 de abril de 1867. Seriam os membros da corporação, a partir de então, conhecidos como os "Treme-Terra".
A participação destes Corpos foi vitoriosa em todas as batalhas das quais tomou parte: Tuiuti, Humaitá, Estero Bellaco, Estabelecimento, Sucubií, Lomas Valentinas, Itapiru, Angostura, Avaí e Cerro Corá, cabendo citar a sua atuação durante a campanha na "Dezembrada" e a Batalha do Riachuelo, quando lutou juntamente com efetivos do Corpo de Fuzileiros Navais da Marinha do Brasil, contra a força naval paraguaia.
No Brasil, com a diminuição do seu efetivo policial na província para a manutenção da ordem pública após o envio de tropas à guerra, a corporação é obrigada a recrutar, às pressas, novos membros, de forma voluntária e temporária, mudando, inclusive, sua denominação para Corpo Policial Provisório da Província do Rio de Janeiro. Em 1871, após o término da campanha no Paraguai, assume o comando da corporação o tenente coronel Francisco Gomes Machado, o qual solicita ao presidente da província a elevação dos salários dos seus membros permanentes, e o aumento do efetivo, tendo em vista que este possuía, ao todo, menos de quinhentos militares para cobrir todo o território fluminense.
Em 20 de dezembro de 1866, o Marquês de Caxias realizou uma reorganização das forças brasileiras. Como comandante-geral, ele determinou, conforme previsto no Decreto nº 782, de 19 de abril de 1852, que todos os corpos militares passariam a ter, rigorosamente, oito companhias. E para evitar que as numerações dos Corpos de Voluntários fossem confundidas com os Corpos de Infantaria do Exército (havia vinte e um corpos, enumerados de 1 ao 21), determinou que os primeiros vinte e um CVP fossem reordenados com nova numeração. Dessa forma, coube à unidade militar fluminense a numeração de 44º Corpo de Voluntários da Pátria, ocasião onde teve seu efetivo recompletado por militares de outras províncias devido ao elevado número de baixas sofridas.
República
Com a proclamação da República, em 15 de novembro de 1889, recebe nova denominação: Força Militar do Estado do Rio de Janeiro, sendo uma das duas Corporações policiais a se fazer presente naquele momento (a outra seria sua co-irmã carioca, que então era chamada de "Corpo Militar de Polícia do Município Neutro"), com suas tropas estacionadas no Campo de Santana, onde ficava a residência do monarca Dom Pedro II. Naquele momento histórico assumiu a chefia do governo fluminense Francisco Vítor da Fonseca e Silva, então comandante da Força Militar, sendo o primeiro governante republicano do estado do Rio de Janeiro, o qual passaria, nos dias seguintes, a Francisco Portela, nomeado por Deodoro da Fonseca.
Nas décadas seguintes, a PMRJ — a instituição só recebeu o acrônimo PMERJ em 1975 — viu-se envolvida, seja por ser a força policial de um dos principais estados brasileiros, seja por estar sempre próxima à política estadual, nos diversos aos conflitos políticos e sociais que apareceram pelo país afora, onde foi empregada, sozinha ou como corpo auxiliar do exército. Nesse contexto entram as Revoltas da Armada — na qual um pequeno efetivo de seus policiais combateu os revoltosos da Marinha de Guerra e os impediu de desembarcar e tomar a cidade de Niterói — e da Vacina, as Revoluções de 1930, Constitucionalista de 1932 e do Golpe de 1964.
As denominações que se seguiram a sua criação, ao longo dos anos, foram: Corpo Policial da Província (1844), Corpo Policial Provisório da Província (1865), Regimento Policial da Província (1889) e Regimento Policial do Estado (1893 e 1901), Brigada Policial do Estado (1898), Corpo Militar do Estado (1901), Força Militar do Estado (1911), Força Pública do Estado (1920) e, finalmente, Polícia Militar do Estado do Rio de Janeiro (1947), resultado de diversas reorganizações estruturais e mesmo de mudanças político-institucionais ocorridas ao longo dos anos, até o ano de 1975, quando, com a fusão do estado da Guanabara com o do Rio de Janeiro pela Lei complementar nº 20 em 15 de março de 1975, ambas as corporações policiais estaduais foram também unidas, com o nome de Polícia Militar do Estado do Rio de Janeiro, uma instituição na qual se somaram os efetivos, as tradições e contradições sociais e históricas desse estado.
Naquele momento, a PMRJ possuía aproximadamente nove mil militares, que serviam em uma escola para a formação de oficiais, um centro de formação de praças, oito batalhões (cinco de policiamento ordinário, um de guarda, um de serviços auxiliares e um de bombeiros) e três companhias independentes (duas de policiamento e outra de bombeiros), um esquadrão (ala) de cavalaria, um corpo de policiamento rodoviário (nível companhia independente) e outras unidades administrativas. Deixou, com a fusão com a PMEG, de ter o Corpo de Bombeiros subordinado a ela, já que as suas unidades especializadas em defesa civil foram transferidas para o recém-criado Corpo de Bombeiros do Estado do Rio de Janeiro, em 1976.
Tinha como marcha institucional a Canção do Treme-Terra, atualmente cantada em cerimônias em comemoração ao aniversário de criação daquela Corporação.

## Unidades remanescentes
Entre as unidades da atual Polícia Militar que são remanescentes daquela antiga Corporação, ainda existem ou foram ampliadas as seguintes:
- 1º BPM → 7º BPM (São Gonçalo)
  - 4ª Cia → 35º BPM (Itaboraí)
- 2º BPM → 8º BPM (Campos dos Goytacazes)
  - 2ª Cia → 29º BPM (Itaperuna)
  - 3ª Cia → 32º BPM (Macaé)
- 3º BPM → 10º BPM (Barra do Piraí)
  - 2ª Cia → 28º BPM (Volta Redonda)
    - 2ª Cia/2º Pel/1º GP → 37º BPM (Resende)
    - 2ª Cia/3º Pel → 33º BPM (Angra dos Reis)
    - 2ª Cia/3º Pel/2º GP → 2ª CIPM (Paraty)

  - 3ª Cia → 38º BPM (Três Rios)
- 4º BPM "Batalhão de Polícia de Guarda" (São Gonçalo → transferido para Nova Friburgo como 11º BPM, em 1984)
- 5º BPM → 12º BPM (Niterói)
  - 2ª Cia → 25º BPM (Cabo Frio)
- 6º BPM → 15º BPM (Duque de Caxias)
  - 2ª Cia/1º Pel → 21º BPM (São João de Meriti)
  - 4ª Cia → 26º BPM (Petrópolis)
  - 5ª Cia → 34º BPM (Magé)
- 1ª CIPM → 11º BPM (Nova Friburgo)
  - 4º Pel → 30º BPM (Teresópolis)
- 2ª CIPM → 20º BPM (Nova Iguaçu)
- Ala de Cavalaria → 24º BPM (Queimados)
- CPRv → Comando de Policiamento Rodoviário (CPRv)

Obs.: BPM: Batalhão de Polícia Militar; CIPM: Companhia Independente de Polícia Militar; Cia: Companhia; Pel: Pelotão; GP: Grupo Policial; CPRv: Corpo de Policiamento Rodoviário.